# Ісайя (патріарх Константинопольський)
Ісая (бл. 1250, Епір - 13 травня 1332, Константинополь) — Патріарх Константинопольський, який очолював Константинопольську Православну Церкву з 1323 по 1332 рік. Його патріархат припав на період значних політичних та церковних подій у Візантійській імперії.

## Біографія
До обрання на патріарший престол про життя Ісаї відомо небагато. Він був монахом і, за деякими джерелами, славився своєю побожністю та аскетичним способом життя.

### Патріархат
Ісая був обраний Патріархом Константинопольським у 1323 році, у часи, коли Візантійська імперія переживала внутрішні конфлікти та зовнішні загрози. Його патріархат був відзначений кількома важливими подіями:
- Конфлікт між Андроніком II та Андроніком III Палеологами: Ісая став свідком і, певною мірою, учасником громадянської війни між імператором Андроніком II Палеологом та його онуком, Андроніком III Палеологом. На початку конфлікту Патріарх Ісая намагався примирити ворогуючі сторони, виступаючи за єдність імперії та династії. Однак його миротворчі зусилля не завжди були успішними.
- Ув'язнення та відновлення: Через свою підтримку Андроніка II та відмову визнати легітимність Андроніка III після його перемоги у 1328 році, Патріарх Ісая був ув'язнений в монастирі Святого Георгія Манганського. Після того, як Андронік III утвердився на престолі, і, можливо, завдяки втручанню деяких впливових осіб, Ісая був звільнений і відновлений на патріаршому престолі. Це свідчить про складні політичні ігри та вплив Церкви у Візантії.
- Церковна діяльність: Протягом свого патріархату Ісая займався звичайними церковними справами, включаючи управління єпархіями, вирішення внутрішніх церковних суперечок та підтримку православної віри. Він також брав участь у богословських дискусіях свого часу.

### Смерть
Патріарх Ісая помер у 1332 році. Його наступником став Іоанн XIV Калека.

## Значення
Патріархат Ісаї є прикладом того, як Патріарх Константинопольський був тісно залучений до політичного життя Візантійської імперії. Його доля відображає бурхливий період в історії Візантії, коли внутрішні конфлікти загрожували стабільності імперії та Церкви. Попри труднощі, Ісая залишався вірним своїм обов'язкам і прагнув зберегти єдність Православної Церкви.